# Limotettix strictus
Limotettix strictus är en insektsart som beskrevs av Hamilton 1994. Limotettix strictus ingår i släktet Limotettix och familjen dvärgstritar. Inga underarter finns listade i Catalogue of Life.